# Lago Babozero
Il Babozero (russo: Бабозеро) è un lago nella parte sud-orientale della penisola di Kola, nella Russia europea. Si trova nel territorio del Terskij rajon nell'oblast' di Murmansk. Appartiene al bacino del mar Bianco.
Il lago è situato a un'altitudine di 138 m. Ha una superficie di 43.8 km². Emissario è il fiume Kica (lungo 52 km), che scorre a sud-ovest ed è tributario del Varzuga. Immissari molti brevi corsi d'acqua. È alimentato principalmente da neve e pioggia. Il lago ha una forma allungata da nord a sud, è lungo quasi 23 chilometri e largo da 3,5 chilometri a soli 90 metri nella parte centrale, dove un piccolo promontorio sporgente nel lago quasi lo divide in due parti. L'area intorno al lago è bassa, boscosa e molto paludosa. Ci sono diverse isole all'interno, la più grande delle quali è l'isola di Kagačev.